# Obusier automoteur AMX Mk 61 de 105 mm
L'Obusier automoteur AMX Mk 61 de 105 mm, aussi appelé AMX-105, est un canon automoteur français de 105 mm et de 23 ou 30 calibres développé au cours des années 1950 à partir du châssis de l'AMX-13. Il était en service dans l'armée française et d'autres armées étrangères.

## Histoire

### Conception
Dès 1945, un programme est lancé par la France pour remplacer les M7 Priest fournis par les Etats-Unis au cours de la Seconde Guerre mondiale afin de gagner en efficacité.
Un premier prototype est réalisé dès 1948 par les Ateliers de Construction d'Issy-les-Moulineaux aidés de l'Arsenal de Bourges en associant le châssis du char léger AMX-13 à l'obusier TF-50. Une casemate doit accueillir le canon et la préparation des munitions. Malgré que cette configuration permette un gain de masse de 10 tonnes comparé au M7 Priest, la Section Technique de l'Armée de Terre demande de nombreuses améliorations qui retardent la production de l'automoteur et obtient en 1952 de développer une version avec une tourelle à la place de la casemate.

### Production
Suite aux demandes de la Section Technique de l'Armée de Terre, la production en série débute tardivement en 1955,. Un total de 550 exemplaires sont produits jusqu'à la fermeture de la chaîne de production en 1958, même si d'autres sources évoquent seulement 429 exemplaires.

## Caractéristiques

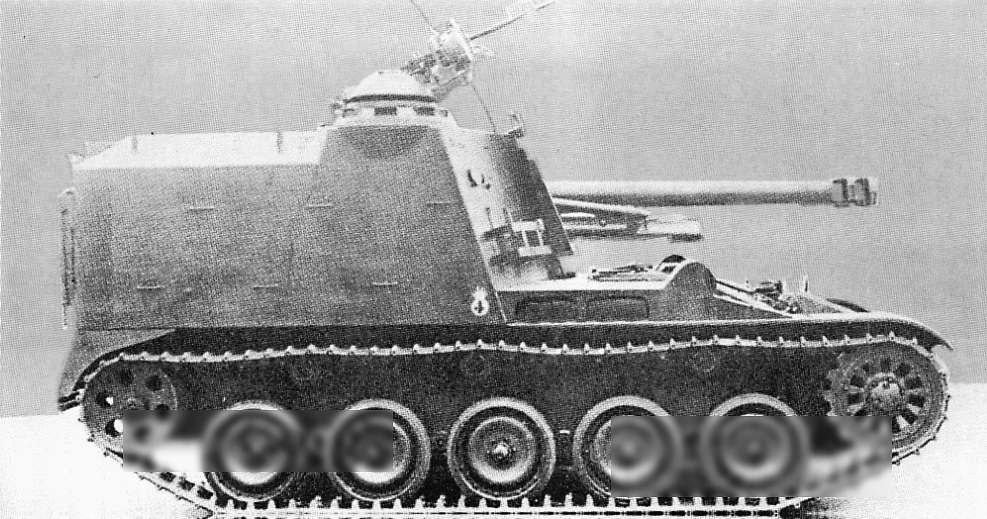
Prototype d'obusier AMX Mk 61 de 105 mm.

L'AMX Mk 61 est un canon automoteur de 16,5 tonnes constitué d'un châssis d'AMX-13 et de la masse pivotante de l'obusier TF-50 de 105 mm monté en casemate. Il est mis en service par cinq servants avec une longueur de 5,20 mètres, une largeur de 2,60 mètres et une hauteur de 2,65 mètres.

### Armement

#### Canon et munitions
L'AMX Mk 61 est équipé de la masse pivotante modifiée de l'obusier TF-50 de 105 mm et d'une longueur de 23 ou 30 calibres avec un frein de bouche à double chicane. Le canon est monté en casemate et dispose d'une hausse de -4° à +66° avec un champ de tir de 20° à droite et à gauche du canon.
L'AMX Mk 61 tire des obus de 16 kg à une vitesse initiale de 570 m/s jusqu'à une distance de 14,2 km avec une cadence de six coups par minute. Les obus tirés sont soit des obus explosifs (HE) soit des obus à charge creuse (HEAT) pouvant pénétrer 350 mm de blindage à 0° et 105 mm à 65°.

#### Armement secondaire
L'autoprotection de l'AMX Mk 61 est assurée par une mitrailleuse montée sur la casemate et variant en fonction des utilisateurs. Il peut s'agir de l'AA-52, de la FN MAG ou de la M-60.

### Mobilité
L'AMX Mk 61 est équipé du moteur SOFAM GBX8 de l'AMX-13 qui développe 250 chevaux à 3200 tours par minute. Le moteur permet à l'automoteur d'atteindre une vitesse de 60 km/h sur route, avec une autonomie de 350 km grâce à un réservoir de 480 litres. L'AMX Mk 61 a une bonne mobilité tout-terrain et ses chenilles peuvent être équipées de morceaux de caoutchouc afin de réduire l'endommagement des routes. 
L'AMX Mk 61 partage aussi sa suspension par barres de torsion et sa transmission manuelle avec l'AMX-13.

### Protection
L'AMX Mk 61 est protégé par un blindage en acier d'une épaisseur maximale de 20 mm et minimale de 7 mm contre les tirs d'armes légères ou les éclats d'obus, sans disposer cependant de protection active à base de fumigènes ou de protection NRBC. La casemate équipée du canon procure une protection de 360° à l'équipage tandis qu'un périscope permet une observation protégée tout autour de l'automoteur.

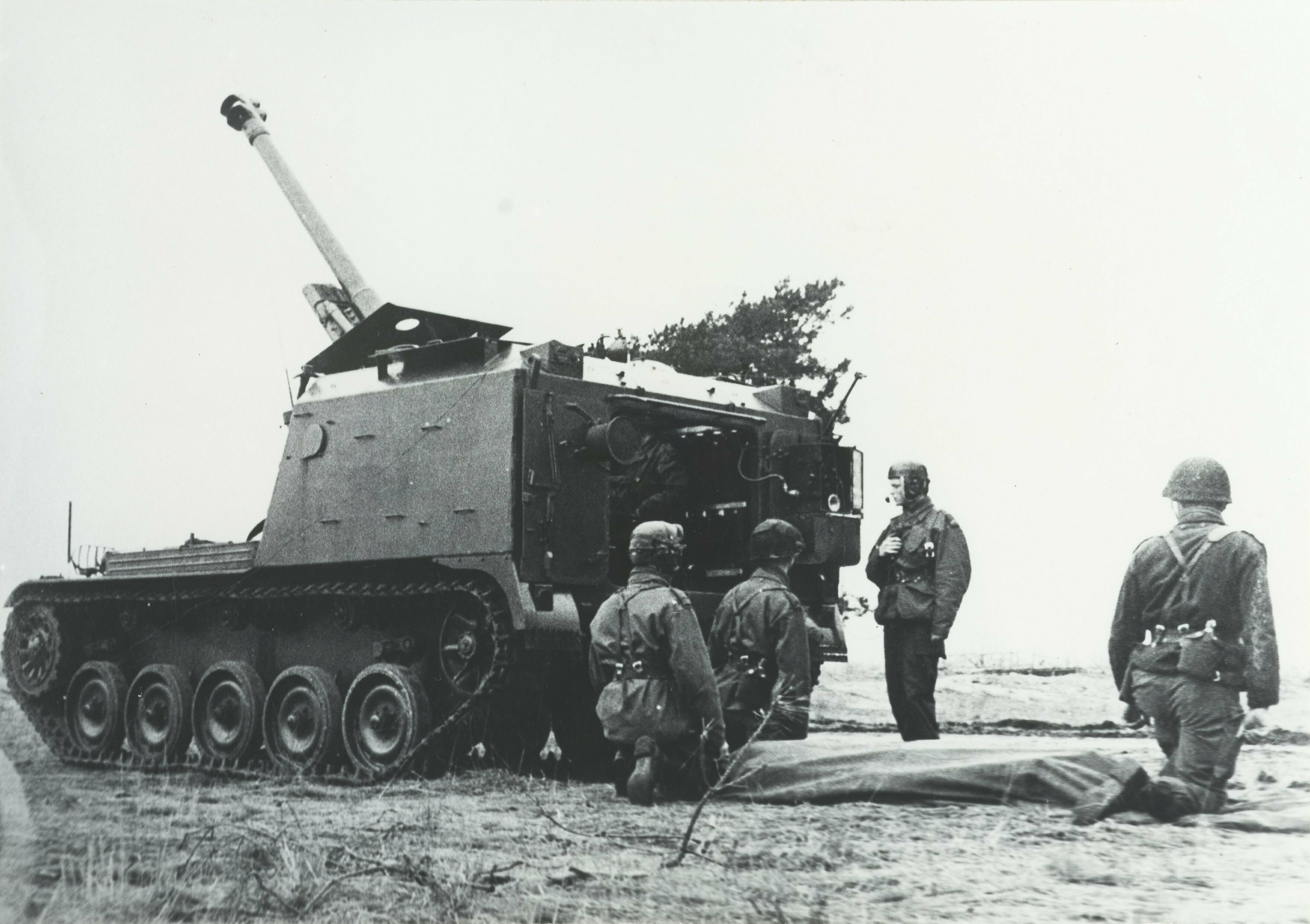
AMX PRA néerlandais en 1965 en position de tir.

## Versions

### AMX Mk 61
Version de base aussi appelée AMX-105A.

### AMX PRA

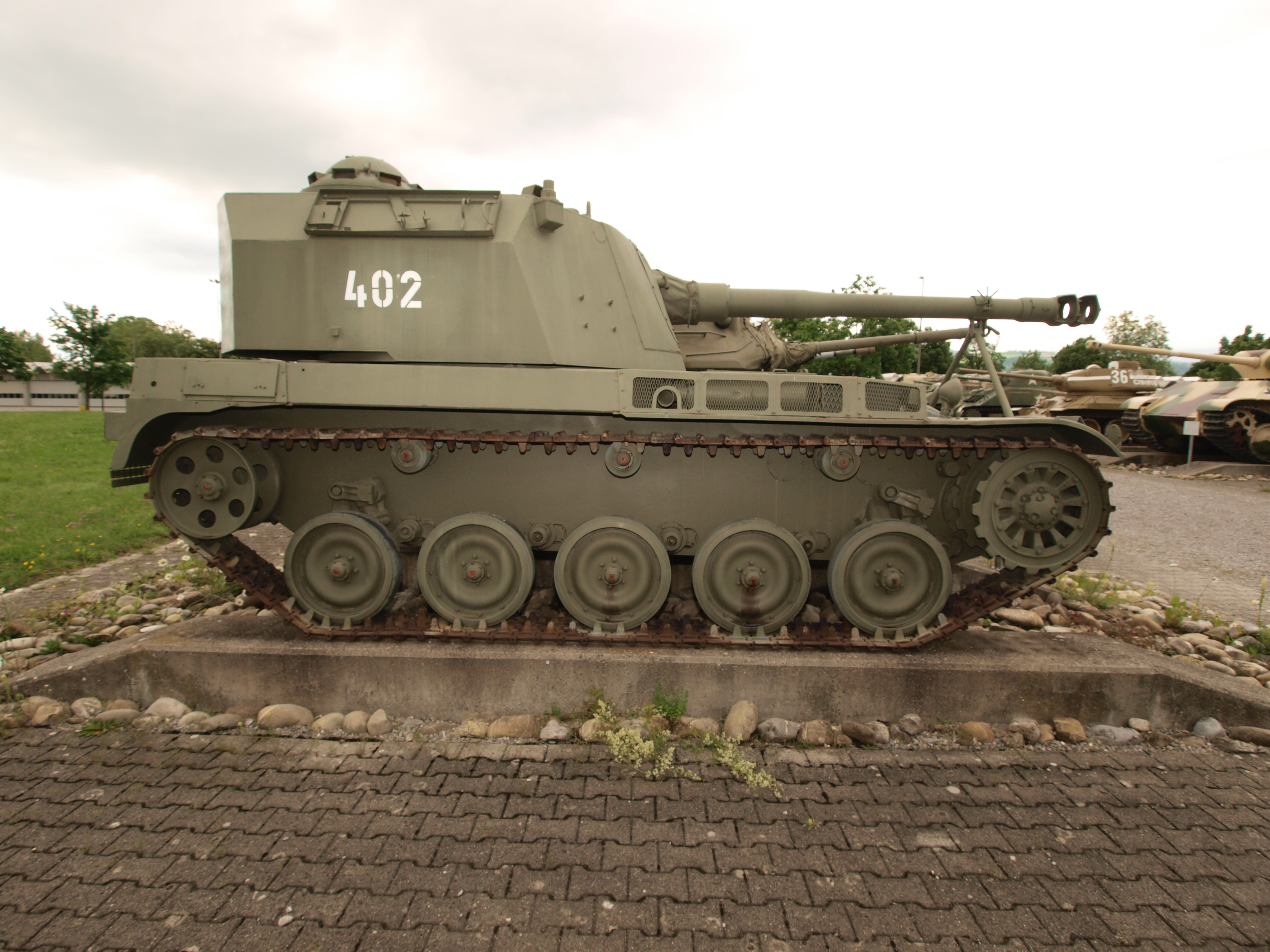
AMX Mk 62 exposé au musée des chars de Thoune

L'AMX PRA, pour Pantser Rups Artillerie (signifiant littéralement artillerie blindée à chenille), est l'AMX Mk 61 normal équipé d'un canon rallongé à 30 calibres au lieu des 23 calibres courants acquis par les Pays-Bas.

### AMX Mk 62
L'AMX Mk 62, aussi appelé AMX-105B, est une variante destinée à l'exportation équipée d'une tourelle à la place de la casemate initiale. Quatre exemplaires sont construits à des fins d'essais par l'armée suisse, mais celle-ci ne l'adopte finalement pas. Deux exemplaires sont conservés en Suisse au Panzermuseum Thun (en) à Thoune et au Swiss Military Museum (en) de Full-Reuenthal.

## Utilisateurs

### Utilisateurs actuels
Indonésie
Armée de terre indonésienne : 54 AMX PRA sont livrés, dont quatre neufs par la France en 1962 et cinquante de seconde main modernisés par les Pays-Bas en 1986 et 1987. En 2012 ils équipent encore deux bataillons d'artillerie et sont équipés d'une mitrailleuse M60.

### Anciens utilisateurs
France
Armée de Terre : 337 AMX Mk 61 sont mis en service entre 1950 et 1985 et équipent notamment les divisions type 1959 avant d'être remplacés par l'AMX AuF1.
 Israël
Forces terrestres israéliennes : 60 AMX Mk 61 possiblement de seconde main sont livrés par la France en 1955 et 1956 et sont remplacés par le M109A1. 
 Maroc
Armée royale : 45 AMX Mk 61 sont livrés par la France en 1963 et 1968. 
 Pays-Bas
Forces armées néerlandaises : 82 AMX PRA sont livrés par la France en 1961 et 1962, 50 d'entre eux étant revendus de seconde main à l'Indonésie en 1986 et 1987.

## Engagements

### Crise de Suez
Au cours de la crise de Suez, les AMX Mk 61 israéliens sont utilisés au sein de la 27e Brigade Blindée de Réserve engagée dans la bande de Gaza.

### Guerre des Sables
Au cours de la guerre des Sables, les AMX Mk 61 marocains sont utilisés contre l'Armée nationale populaire algérienne.

## Culture populaire
- Dans le jeu vidéo World of Tank l'AMX Mk 61 est le canon automoteur de niveau V de la France sous le nom d'AMX 13 105 AM mle. 50[16].